# Воскресенский уезд (Нижегородская губерния)
Воскресенский уезд — административно-территориальная единица в составе Нижегородской губернии, существовавший с 1918 по 1923 год. Это был один из самых глухих районов Нижегородской губернии. Вся территория его представляла сплошное лесное пространство. Уездное село — Воскресенское.

## История
Впервые Воскресенское упоминается в 1614 году. Расположено на правом берегу реки Ветлуги. Это старый населенный пункт Ветлужского края. В начале XVII века село имело два названия: Ильинское — Воскресенское. Являлось центром «Ильинских новонаселенных починков». Переселенцы были вывезены с территории нынешнего Ветлужского района из «Востресенского чёрного стана», когда эта территория по дарственной царя стала собственностью князя Мстиславского. Селу дали новое название — Ильинское, но сами переселенцы сохранили и своё старое название — Воскресенское. Последнее, наиболее родное и близкое переселенцам, удержалось в обращении и стало официально признанным. В это время оно относилось к Лапшангской волости Галицкого уезда в составе Костромского наместничества. По документам 1617 года Лапшанга была yжe крупным населённым пунктом и являлась центром Лапшангской волости Галицкого уезда Унженской осады. Лапшангская волость занимала пространство среднего Поветлужья от реки Варваж на севере до устья реки Усты. Сейчас здесь располагаются часть Воскресенского, Варнавинский и Краснобаковский районы.
По административной реформе 1775 года Воскресенское Поветлужье вошло в состав Макарьевского уезда Нижегородской губернии. Воскресенский уезд в составе Нижегородского наместничества был образован в 1918 году из северной части Макарьевского уезда. В ходе административной реформы в 1923 году Воскресенский уезд был упразднён, а его территория передана в Краснобаковский уезд.